# Gebardo di Costanza
Gebardo di Costanza, o anche Gebardo II di Bregenz, ted. Gebhard (Bregenz, 949 – Costanza, 27 agosto 995), fu un vescovo tedesco che occupò la sede episcopale di Costanza dal 979 al 995 ed è venerato come santo dalla Chiesa cattolica.

## Biografia

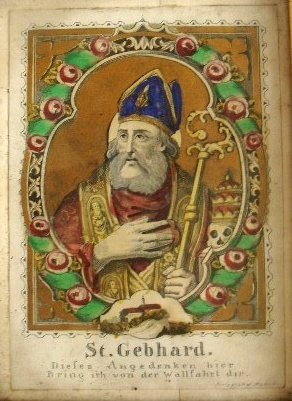
San Gebardo, incisione (1820 circa)

Appartenente all'importante dinastia tedesca degli Udalrichinger, era il figlio più giovane del conte Ulrico VI di Bregenz e la madre morì dandolo alla luce. Suo nipote (figlio di suo fratello) fu Guarniero di Kyburg.
L'educazione di Gebardo venne affidata allo zio, il vescovo di Costanza (e futuro santo) Corrado I. Egli frequentò la scuola del duomo di Costanza e lo zio lo ordinò sacerdote. Nel 979 l'imperatore Ottone II lo nominò vescovo di Costanza; la sua consacrazione ebbe luogo nel duomo di Magonza.
Gebardo proseguì il lavoro di riforma iniziato dallo zio. Egli deve essersi distinto, secondo quanto riportato a quei tempi, nell'assistenza ai poveri e sforzato per la diffusione e l'approfondimento della fede.
Nel 983 fondò l'abbazia di Petershausen come abbazia proprietaria e l'adottò come proprio bene ereditario.

## Culto
Gebardo deve aver guarito uno storpio con il proprio bastone pastorale. Appena dopo la sua morte, avvenuta nel 995, fu venerato come santo. Il vescovo Ulrico II di Costanza ufficializzò questo culto nel 1134 con l'esibizione festiva delle sue reliquie, il che equivaleva ad una canonizzazione. La diocesi di Costanza ebbe così, dopo san Corrado e san Pelagio, il suo terzo santo.
La salma di Gebardo fu inumata nell'Abbazia di Petershausen. Le sue reliquie però furono gettate nel Reno nel 1530 a seguito di un impeto iconoclasta.
Dal 1670 sono documentati pellegrinaggi sul Gebhardsberg presso Bregenz. Nel 1723 gli fu dedicata la cappella locale.
Nel Vorarlberg viene celebrato il 27 agosto mentre nella diocesi di Rottenburg-Stoccarda in quella di San Gallo ed in quella di Friburgo in Brisgovia il 26 novembre.

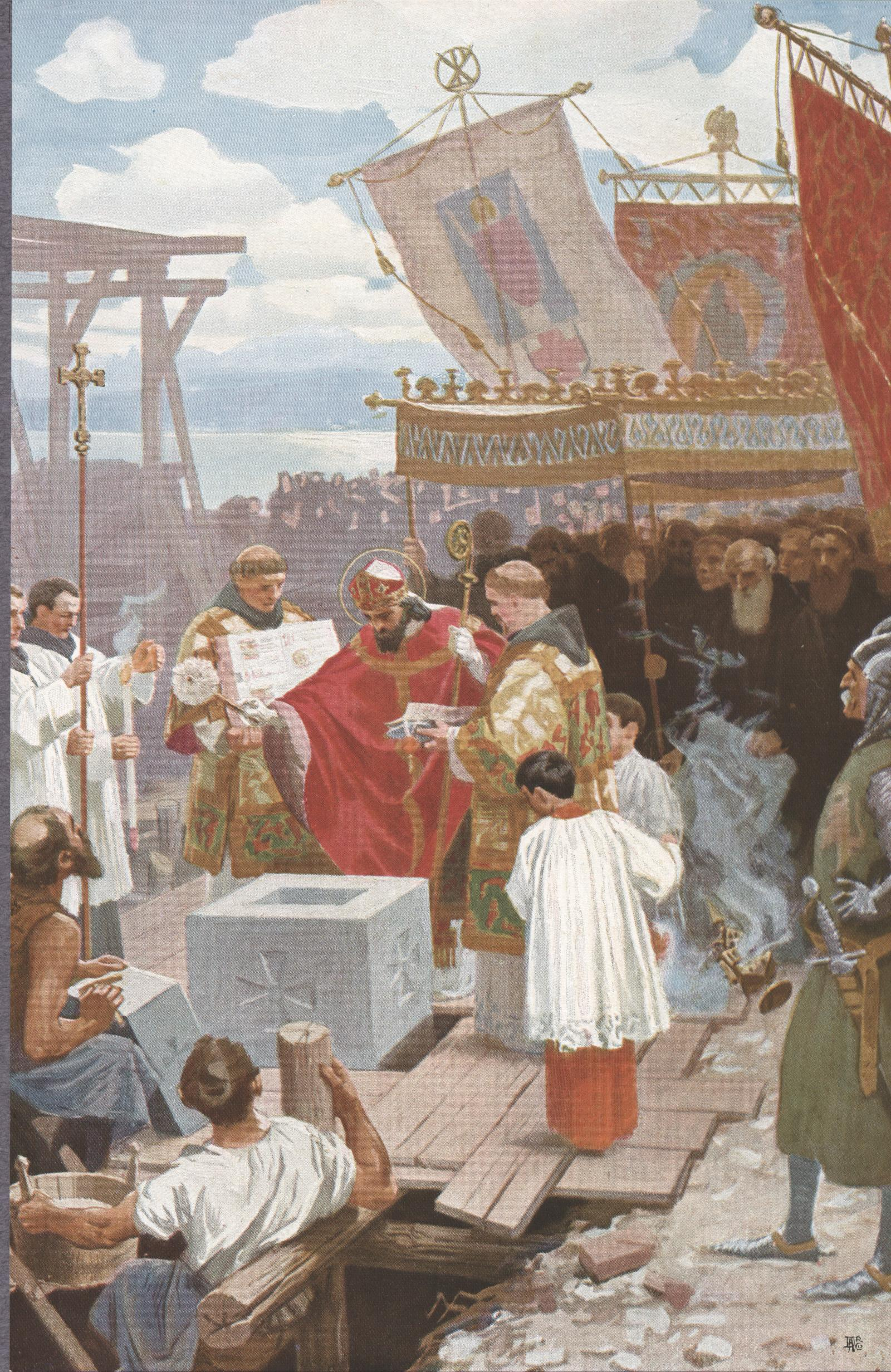
Fondazione dell'abbazia di Petershausen da parte del vescovo Gebardo di Costanza – Dipinto di Gebhard Fugel, 1907

Gebardo è poi santo patrono della diocesi di Feldkirch e della chiesa a lui intitolata a Costanza.
È invocato dalle partorienti e dagli ammalati di gola.
Viene rappresentato spesso con un bastone pastorale e la mitra, una modello di chiesa in mano o con un teschio.

## Genealogia episcopale
La genealogia episcopale è:
- Arcivescovo Villigiso di Magonza
- Vescovo Gebardo di Costanza